# Bienenwaben-Satz

Regelmäßige Bienenwaben-Aufteilung der Ebene (blau) mit unterlegten Zellen einer realen Bienenwabe (gelblich)

Der Bienenwaben-Satz besagt in der euklidischen Geometrie, dass bei einer Aufteilung der Ebene in Gebiete jeweils gleichen Flächeninhalts der Gesamtumfang der Ränder mindestens dem der regelmäßigen sechseckigen Bienenwaben-Aufteilung im Bild entspricht.
Die entsprechende Bienenwaben-Vermutung wurde 1999 vom Mathematiker Thomas Hales bewiesen. Die Verallgemeinerung auf drei Dimensionen in Form von Kelvins Vermutung bleibt offen.

## Geschichte
Marcus Terentius Varro, Namensgeber für die Varroamilbe, schrieb ungefähr 36 v. Chr. in seinem Buch über Landwirtschaft Rerum rusticarum libri tres auch über die Bienen und deren Waben. Damals gab es zwei Erklärungsversuche für deren Form:
1. Die sechs Beine der Bienen passen dort am besten hinein, oder
2. das Verhältnis des Umfangs zur eingeschlossenen Fläche ist am kleinsten.

Auch Apollonios von Perge erwähnt das Problem in seinem fünften Buch, das weitgehend Zenodorus Werk De isoperimetris (Über isoperimetrische Figuren) (ca. 180 v. Chr.) folgt. Von diesem sind allerdings nur Fragmente erhalten, sodass nicht bekannt ist, ob das Problem von Zenodorus diskutiert wurde. Der griechische Geometer Pappos von Alexandria schrieb in einem Essay, dass die Bienen

„von sich aus Waben zum Speichern des Honigs [bauen], die alle eine kongruente, zusammenpassende und hexagonale Form haben. […] Die Bienen wissen also, was nützlich ist für sie, dass [bei gegebenem Umfang] das Sechseck größer ist als das Quadrat und das Dreieck und dass es bei gleichem Materialaufwand mehr Honig aufnehmen kann.“

Denn die Zellen ihrer Bienenwaben bilden eine regelmäßige sechseckige Kachelung der Ebene. Das Bild oben zeigt die Überlagerung von realen Bienenwaben mit einer regelmäßigen sechseckigen Aufteilung (blau), was die präzise Ausführung der Waben demonstriert.
Über die Jahrhunderte wurde das Problem vielfach diskutiert. Charles Darwin glaubte, dass die von Bienen verwendeten sechseckigen Zellen das Ergebnis natürlicher Selektion seien, bei der diejenigen Bienen gewinnen, die am wenigsten Wachs verbrauchen. Die Lösung eines bestimmten Falles dieses Satzes wird Hugo Steinhaus zugeschrieben, und der ungarische Mathematiker László Fejes Tóth bewies den Satz 1943 für konvexe Pflastersteine.
Frank Morgan hatte 1993 gezeigt, dass in jedem Fall die Grenzlinien Kreisbögen oder gerade Linien sein müssen, die sich, wenn überhaupt, dann zu dritt und in Winkeln von 120° treffen. Nun fehlte noch, die Kreisbögen auszuschließen, was Thomas Hales schließlich auch gelang. Es ist derselbe Thomas Hales, der 1998 die Keplersche Vermutung über die dichteste Kugelpackung bewies, ein Problem, das mit der Bienenwaben-Vermutung eng verknüpft ist.

## Die optimale Form der Zellenbasis und Höhe der Zelle
Johannes Kepler, der die Gesetze der Planetenbewegung aufstellte, erkannte 1619, dass die Basis der Bienenwabe die Hälfte eines Rhombendodekaeders ist. Giacomo Filippo Maraldi entdeckte 1710, dass die rautenförmigen Platten der Bienenwaben immer dieselben Winkel zeigen, nämlich 109° 28' für den stumpfen und 70° 32' für den spitzen Winkel. René-Antoine Ferchault de Réaumur fragte sich 1712, ob diese Form optimal sei – eine Frage, die Johann Samuel König 1734 positiv beantwortete.
Simon L’Huilier untersuchte 1781 die Zellenhöhe und stellte fest, dass bei vorgegebenem Zellvolumen die benötigte Wachsmenge am geringsten ist, wenn das Verhältnis der Höhe {\textstyle h} zur Seitenlänge {\textstyle a} des Schafts gleich
{\displaystyle {\frac {h}{a}}={\frac {1}{\sqrt {2}}}\approx 0,7}
beträgt, was einem halben Rhombendodekaeder entspricht. Bienenwaben weisen ein etwa 8-fach größeres Verhältnis von 5,7 auf. David F. Siemens stellte 1967 fest, dass die Wabendeckel im Mittel 2,8-mal so dick sind wie die Wände von Basis und Schaft. Optimiert man nun die Wachsmenge, die für eine Zelle mit festem Volumen einschließlich des Deckels und mit den tatsächlichen Wandstärkenverhältnissen benötigt wird, so ergibt sich für das Verhältnis {\textstyle {\frac {h}{a}}} ein Wert von ungefähr 5,6 – also etwa der von den Bienen benutzte Wert.

## Mathematische Formulierung des Problems
Sei Γ ein lokal endlicher Graph in ℝ2, der aus glatten Kurven besteht, sodass ℝ2\Γ aus unendlich vielen, beschränkten, zusammenhängenden Regionen mit Flächeninhalt eins besteht. Sei C die Vereinigung dieser beschränkten Regionen und B(0,r) eine Kreisscheibe mit Radius r im Ursprung. Dann gilt:
{\displaystyle \limsup _{r\to \infty }{\frac {{\text{Umfang}}{\big (}C\cap B(0,r){\big )}}{{\text{Inhalt}}{\big (}C\cap B(0,r){\big )}}}\geq {\sqrt[{4}]{12}}.}
Darin ist lim sup die kleinste obere Schranke für den Bruch. Der Wert auf der rechten Seite der Ungleichung ist die Grenzlänge pro Flächeneinheit bei der sechseckigen Parkettierung, siehe unten.
Zur Lösung des Problems ersetzte Hales den planaren Graph durch einen Graph auf einem flachen Torus (mit Krümmung null). Der Torus hat die Vorteile des beschränkten Flächeninhalts (genauer Kompaktheit) und einer verschwindenden Euler-Charakteristik. Das Theorem 4 gibt eine untere Schranke für die Umfangslänge in Form eines Funktionals. Die isoperimetrischen Eigenschaften des Funktionals erzwingen, dass die minimierende Figur konvex ist. Ein Strafterm verhindert, dass die Lösung zu „rund“ wird. Die Optimalität der regelmäßigen sechseckigen Wabe mit Fläche 1 ist das Ergebnis.

## Beispiele
Die Tabelle untermauert den Satz mit einigen Beispielen. Die gelb unterlegten Flächen haben den Inhalt eins. Blaue Ränder teilen sich zwei Zellen und zählen daher nur zu 50 %, während die schwarzen Ränder in der jeweiligen Zelle voll zu Buche schlagen.
| Beschreibung | Grenzlänge                                                                 | Bild |
| --- | -------------------------------------------------------------------------- | ---- |
| Sechseck mit Kantenlänge {\displaystyle \ell ={\sqrt[{4}]{\tfrac {4}{27}}}} | {\displaystyle {\sqrt[{4}]{12}}\approx 1{,}8612}                           |      |
| Schuppenförmige Fläche mit {\displaystyle r={\sqrt[{4}]{\tfrac {4}{27}}}} | {\displaystyle \pi {\sqrt[{4}]{\frac {4}{27}}}\approx 1{,}9491}            |      |
| Quadrat mit Kantenlänge {\displaystyle \ell =1} | 2                                                                          |      |
| Kreise mit Fläche eins und Radius {\displaystyle r={\tfrac {1}{\sqrt {\pi }}}}, die mit Linien der Länge {\displaystyle \ell ={\sqrt {2}}-2r} verbunden sind. Die orangen Flächen haben in Summe denselben Inhalt wie der Kreis, also auch eins. | {\displaystyle {\sqrt {2}}+{\frac {\pi -2}{\sqrt {\pi }}}\approx 2{,}0583} |      |
| Raute mit Kantenlänge {\displaystyle \ell ={\sqrt[{4}]{\tfrac {4}{3}}}} | {\displaystyle {\sqrt[{4}]{\frac {64}{3}}}\approx 2{,}1491}                |      |
| Gleichseitiges Dreieck mit Kantenlänge {\displaystyle \ell ={\tfrac {2}{\sqrt[{4}]{3}}}} | {\displaystyle 3^{\frac {3}{4}}\approx 2{,}2795}                           |      |